# 素敵なルネッサンス
「素敵なルネッサンス」（すてきなルネッサンス）は、1990年12月5日にリリースされた平松愛理の5枚目のシングル。発売元はポニーキャニオン。

## 概要
表題曲「素敵なルネッサンス」は、フジテレビ系バラエティ番組『ウッチャンナンチャンのやるならやらねば!』のエンディングテーマに使用された。ちなみに『やるならやらねば!』の前番組『ウッチャンナンチャンの誰かがやらねば!』のエンディングテーマも平松の前作「月のランプ」であったため、事実上の続投となった。また、『やるならやらねば!』のエンディングで使用されたことによって知名度が大きく上がり、初めてオリコン・シングルチャート入りを果たして最高13位を記録し、平松の出世作となった。
カップリング曲である「君にしとけば良かったなんて」のイントロダクションとエンディングは、ABCラジオの深夜音楽番組『With you』内のジングルに使用されている。

## 収録曲
1. 素敵なルネッサンス（4:29）
作詞・作曲：平松愛理／編曲：清水信之
2. 君にしとけば良かったなんて（4:09）
作詞・作曲：平松愛理／編曲：清水信之